# Speyeria bakeri
Speyeria bakeri är en fjärilsart som beskrevs av Clark 1932. Speyeria bakeri ingår i släktet Speyeria och familjen praktfjärilar. Inga underarter finns listade i Catalogue of Life.